# Сектор Газа (группа)
«Се́ктор Га́за» — советская и российская рок-группа, основанная 5 декабря 1987 года в Воронеже. Лидером группы, автором песен и единственным бессменным участником являлся Юрий Клинских (более известный под псевдонимом Юрий Хой).
9 июня 1988 года состоялось первое выступление группы в «электрическом» составе в ДК «Карла Маркса», там группа получила приз зрительских симпатий. Однако традиционно датой основания группы считается 5 декабря 1987 года, когда состоялось первое сольное исполнение Юрия Клинских с репертуаром будущего «Сектора Газа» в воронежском рок-клубе.

## История

### Название и псевдоним
Название группы произошло от названия индустриальной части Левобережного района Воронежа, в котором находился воронежский рок-клуб. Этот район назывался в шутку «Сектором газа» из-за обилия дымящих заводов и часто упоминаемых в то время в советских СМИ событий в ближневосточном Секторе Газа.
…Ну, это чисто такое местное название в Воронеже, где был рок-клуб, к которому мы принадлежали. Он находился в очень задымлённом районе, и я его так прозвал — «Сектор газа», и мы в этом клубе постоянно играли, а так как я жил там неподалёку в этом районе, группу я назвал так же — «Сектор газа». Чисто местное название, я ведь не думал тогда, что мы так раскрутимся, я думал, что мы поиграемся и на этом всё закончится, как и многие коллективы, тогда первые в 85—87 году, когда открылись рок-клубы, вы помните, было очень много команд довольно-таки интересных…Юрий (Хой) Клинских
Псевдоним Юра Хой (или просто Хой) появился совершенно случайно. Выступая на сцене рок-клуба или находясь там, в качестве зрителя, Юрий Клинских часто произносил известный среди панков клич. Позднее, когда городская популярность «Сектора Газа» набрала обороты, в квартиру Юрия часто стали названивать незнакомые люди, которые спрашивали «Хоя».

### Начало творчества и становление группы
Во второй половине 80-х Юрий знакомится с Александром Кочергой, более известным под псевдонимом Ухват, который с единомышленниками организовал в Воронеже рок-клуб на манер ленинградского. Поначалу Клинских занимается здесь решением организационных вопросов, будучи сотрудником ГАИ, но потом по совету Ухвата, которого поразило неплохое исполнение Юрой цоевских и своих песен, решает создать собственный музыкальный проект. С весны пробует себя в написании песен, а ближе к зиме формируется репертуар будущего «Сектор Газа».
Первое время «Сектор Газа» состоял фактически из одного Клинских, выступавшего сольно с гитарой, гитаристами и единожды с бас-гитаристом другой группы  Михаилом Финком. Первый постоянный состав сформировался не 27 декабря 1989 года, как указывают многие источники, а в июне 1988 года, когда к Юрию Клинских примкнул барабанщик Олег Крючков и бас-гитарист Семён Титиевский. В качестве гитариста к коллективу также присоединился некий Макс, который отыграл 5—7 концертов, а затем пропал, и на его место пришёл Сергей Тупикин. Группа выступала в местном рок-клубе и быстро стала его звездой.
С 1988-го по 1990 год «Сектор Газа» выступал на одной сцене с приезжавшими в Воронеж командами, такими как «Постоянство памяти», «Звуки Му», «Гражданская оборона», «Дети» и др.
В апреле 1989 года группа получила приглашение выступить на третьем фестивале рок-клуба в Череповце. Выступление состоялось в ДК «Строитель» на второй день фестиваля и прошло вполне удачно. В результате у коллектива появились первые поклонники за пределами родного города.
Годом ранее перестала существовать воронежская рок-группа «Фаэтон», на репетиционной базе которой осталось кое-какое оборудование для звукозаписи. Таким образом, экс-участник группы Андрей Дельцов, который был в ней гитаристом и отвечал за звук, оказался в роли звукорежиссёра, и львиная доля местных рокеров стала записываться у него. Летом 1989 года «Сектор» записал в его студии при ДК имени 50-летия Октября магнитоальбомы «Плуги-вуги» и «Колхозный панк». Место клавишника занял Алексей Ушаков (экс-«Фаэтон»). В разгар записи Сергея Тупикина на гитаре сменил Игорь Кущев. Впрочем, из-за низкого качества записи данные альбомы так и не получили широкого распространения.
Позже для исполнения женских вокальных партий к написанным песням Юрий Клинских искал вокалистку, по рекомендации Игоря Кущева в группу была приглашена Татьяна Фатеева.
Весной 1990 года «Сектор Газа» записал в профессиональной воронежской студии «Black Box» уже небезызвестного Андрея Дельцова альбомы «Зловещие мертвецы» и «Ядрёна вошь». Для аренды студии Юрию пришлось продать собственный мотоцикл «Ява». Далее последовали концерты, так Татьяна фактически вошла в состав группы и выступала ещё в течение трёх лет.
Песни Юры Хоя, представляющие собой стилизованные описания жизни как социальных низов, так и провинциального рабочего класса, содержащие разговорную и ненормативную лексику, пользовались популярностью у многих. В то же время группа долгое время не имела возможности выступать за пределами Воронежа, участники её были малоизвестны.

### Волна популярности
Широкую известность «Сектор Газа» получил в 1990 году с выходом альбомов «Зловещие мертвецы» и «Ядрёна вошь», которые Юрий отправил в Москву с помощью своего знакомого, занимавшегося распространением аудиопродукции. В это время коллектив замечает московский бизнесмен Фидель Симонов. Услышав материалы, он приезжает в Воронеж знакомиться с участниками и вскоре приглашает их для записи следующего альбома, а затем организует им концерты.
К началу 1991 года группа получает возможность записать альбом «Ночь перед Рождеством» в Москве на студии «Мир». Незадолго до этого коллектив покинул Олег Крючков, которого сменил Александр Якушев, подменявший Крючкова на концертах. Сразу после записи альбома «Ночь перед Рождеством» из состава был уволен бас-гитарист Семён Титиевский. Затем из-за творческих разногласий покидает коллектив Игорь Кущев, полностью занявшись собственным проектом «Школа». Гитаристом концертного состава стал Андрей Дельцов, который через несколько месяцев становится звукорежиссёром группы, а на его место приглашается московский гитарист Владимир Лобанов (экс-«Легион»).
Фидель Симонов хотел, чтобы по стране гастролировало несколько составов «Сектора». При этом по СССР уже разъезжали многочисленные двойники и под фонограммы группы давали концерты. Группа отказалась от идеи продюсера, что в дальнейшем и послужило одной из причин прекращения совместной деятельности.
Вскоре группе предлагает сотрудничество московский продюсер Сергей Савин. С его помощью были организованы активные гастроли по стране. В этом же году на «Сектор Газа» выходит «Gala Records» — первая независимая звукозаписывающая компания в Советском Союзе. На её студии в августе 1991 года, используя материал магнитоальбомов 1989 года, записывается альбом «Колхозный панк», который изначально издаётся на виниле (на фирме грамзаписи «Мелодия» тиражом 100 000 экземпляров). К записи данного альбома впервые был привлечён сессионный гитарист Игорь Жирнов, впоследствии участвовавший в записи всех остальных альбомов.
Позже снятый на заглавную песню с альбома видеоклип «Колхозный панк», показанный по ЦТ в программе «50×50» и других телепередачах, делает группу широко известной по всей стране. В ноябре коллектив принимает участие в съёмках программы «А», проходившими в телецентре Останкино.
По результату опроса продавцов музыкальных киосков Москвы, проведённого воронежскими корреспондентами, звукозаписи группы занимали лидирующие позиции по продажам. В июле 1991 года «Сектор Газа» впервые вошёл в хит-парады и занял 18-е место в рейтинге «Комсомольской правды», а к концу года занял первое место. Журнал «Пульс» признаёт воронежцев лучшей рок-группой 1991 года.
В 1992 году «Сектор Газа» выпускает шестой альбом «Гуляй, мужик!». Параллельно выходу альбома идёт гастрольный тур. Группа отыгрывает более 150 концертов за год.
В 1993 году выходит седьмой альбом «Нажми на газ», а также на основе материала магнитоальбомов 1989 года записывается альбом «Сектор Газа», который был официально издан только через пару лет. Летом этого же года концертный состав покидают сначала Владимир Лобанов, а затем по семейным обстоятельствам Сергей Тупикин. На место гитариста приходит Вадим Глухов. Всего несколько концертов на бас-гитаре отыгрывает Виталий Сукочев (экс-«Школа») и покидает коллектив. В начале июля проходят съёмки видеоклипа на песню «Лирика». Впоследствии место бас-гитариста в группе так никем не было занято, а партии бас-гитары были записаны в секвенсор с помощью синтезатора. К концу года по состоянию здоровья покидает состав Татьяна Фатеева.
В 1994 году группа выпускает восьмой альбом «Танцы после порева» и одновременно издаёт панк-оперу «Кащей Бессмертный» — вольную интерпретацию русской народной сказки об Иване Царевиче и Василисе Прекрасной. В нём присутствует повествование, а также исполнение арий действующими лицами. Музыка же к вокальным партиям была заимствована у западных групп. В записи этих альбомов впервые приняла участие начинающая воронежская певица Ирина Пухонина. Спустя два года были начаты съёмки видеоверсии сказки, однако из-за нехватки финансов не были закончены. Летом 2000 года планировалось доснять сказку, но реализовать эту идею так и не удалось.
Также в 1994 году все альбомы группы, существующие на тот момент (кроме магнитоальбомов и альбома «Сектор Газа» 1993 года), переиздаются «Gala Records» на CD (печать компакт-дисков производилась в Австрии).
В первой половине 1995 года концертный состав «Сектора» пополняет второй гитарист Василий Черных (экс-«Школа»), который придаёт звучанию группы более «плотный» звук. Летом этого же года группа отправляется в концертный тур по городам Германии, по завершении которого выступает на седьмом по счёту фестивале «Rock Summer» в Таллине.
В конце года по обоюдному согласию с Юрием коллектив покидает клавишник Алексей Ушаков, которого сменяет Игорь Аникеев. Но в дальнейшем Ушакову приходилось иногда подменять Аникеева на концертах. Место концертного директора занимает Константин Ляхов.
В 1996 году Клинских несколько меняет стиль группы, у текстов появляется философская и лиричная направленность, нецензурных выражений уже практически не встретить. Результатом этих экспериментов становится альбом «Газовая атака», впоследствии оказавшийся первым коммерчески успешным за всю историю группы и пробудившим вторую волну подъёма интереса к «Сектору». Песни «30 лет», «Life», «Твой звонок», «Туман» становятся хитами, а видеоклип на последнюю из них попадает в ротацию многих российских телеканалов.
По состоянию на 1996 год тиражи кассет с записями команды достигают астрономических чисел, но практически все доходы оседают вне коллектива, так как большинство медиапродукции в постсоветской России на фоне экономического кризиса начала 90-х — пиратские записи:
…Мы занимаем первые места по продажам. Но я не знаю цифр, потому что в основном это пиратские кассеты. И мы получаем деньги лишь с тех лицензионных кассет, которые выходят в Москве. Вот за счёт этого мизера мы и существуем. <…> Девяносто девять процентов наших кассет, которые можно купить по всей стране, — левые. Я иногда в мечтах представляю, сколько бы я авторского гонорара получил, если бы все они вышли официально.Юрий Клинских
В 1997 году группа выпускает альбом «Наркологический университет миллионов», в котором слегка вернулась к стёбу и бытовым темам, однако нецензурных выражений было очень мало. На нём Хой экспериментирует с рэпом и впервые за последние годы, помимо использования секвенсорного баса, привлекает к записи бас-гитариста Эльбруса Черкезова. Также на помощь приглашается сессионный барабанщик «Gala Records». Главным хитом альбома становится песня «Пора домой».
К десятилетию группы компания «Gala Records» выпускает серию «Коллекция», состоящую из ранее изданных альбомов, но уже в новом оформлении, дополнив материал танцевальными версиями хитов разных лет, а также ремейком одноимённого альбома «Сектор Газа» (1993).

### Кризис и последний альбом
В конце 1997 года у Юрия возникает идея создать целиком мистический альбом в стиле тяжёлого рэпа. Однако планам его не суждено было сбыться в ближайшем времени. Из-за творческого кризиса он практически не работал над новыми песнями, а продолжил гастрольную деятельность. Во второй половине 1998 года к коллективу присоединился бас-гитарист Валерий Подзоров, который выступал только на концертах. Его в группу привёл Александр Якушев, а Хой взял его для эксперимента. Летом Подзорова увольняют из-за неумения играть на басу.
Чтобы заполнить творческую паузу, в июне 1998 года выходит сборник лирических композиций под названием «Баллады».
Августовский кризис 1998 года серьёзно ударил по коллективу. Вскоре Хой сокращает состав группы до гитариста и клавишника. «Gala Records», специализирующаяся на локализацию в России западной поп-музыки, закрывает все русские проекты и приостанавливает сотрудничество с «Сектором Газа». Но, несмотря ни на что, проект всё равно продолжает существовать. Юрий не останавливается на достигнутом, а снова экспериментирует, не отставая от современных музыкальных тенденций. Так «Сектор Газа» в лице его лидера — Юрия Клинских работает совместно с воронежским диджеем Алексеем Брянцевым над техно-ремиксами своих песен, лично отобрав для него хиты. Но из-за разразившегося в России кризиса записанный летом 1998 года сборник ремиксов «Extasy» был издан только через год, в ноябре 1999-го, вместе с «Extasy 2», релиз которого состоялся из-за того, что в продажу поступил пиратский компакт-диск с ремиксами из серии «Коллекция».
Текущий 1999 год, как и предыдущий, выдался непростым — полноценной работе над новым альбомом мешает очередной творческий кризис, связанный с оказываемым давлением со стороны лейбла, финансовым состоянием и бытовыми проблемами. В то же самое время группа активно гастролирует по стране и во второй раз посещает Германию.
В конце года переиздаётся серия «Коллекция» комплектом из одиннадцати альбомов в общей коробке, дополненной комиксом, нарисованным Дмитрием Самборским — художником и дизайнером альбомов «Сектора Газа», ранее известным по работе с «Коррозией металла».
Последний же альбом «Восставший из Ада» был записан в 2000 году и вышел уже после смерти Юрия Клинских, который скончался 4 июля 2000 года. Альбом получился самым мистическим и тяжёлым за всю историю группы.
…Я всё время стремился к тяжёлому звуку, просто технология не позволяла реализовать мои задумки, и я не въезжал, что и как нужно сводить, и оператор не въезжал. Все же на попсе были воспитаны. И качество дальнейших альбомов зависело от того, насколько удачно я въезжал в технологию записывания музыки, и чем больше я набирался опыта, тем лучше выходили альбомы. И сейчас могу сказать, что весь этот «спектральный анализ» я изучил и теперь знаю, как надо делать тяжёлую музыку. Для этого я переслушал море альбомов, у меня одной тяжёлой музыки восемьсот дисков (а всего — тысяча двести)! И последний альбом — это тяжеляк, клёвый! Специально применяли суперметаллические примочки, накладывали гитары, всё делали «по фирме», во всяком случае, по сведению альбом вышел близким к «фирме». На настоящий момент такого звука я в бывшем Союзе ещё не слышал, по тяжести. Я хотел этого добиться и добился… Потому что всегда стремился вперёд.Юрий (Хой) Клинских
В апреле проходит серия концертов по Москве, в которых прозвучало несколько ещё неизданных песен с нового альбома. После них «Сектор» гастролирует в третий раз по Германии, откуда возвращается к июню.

### Прощание со сценой
25 июня 2000 года Юрий Клинских в последний раз выходит на сцену. Это происходит в Москве на малой спортивной арене «Лужники» в рамках концерта «Звуковая дорожка» на празднике газеты «Московский комсомолец». Он выходит один, так же как и в самом начале карьеры, начинает петь «Демобилизацию», после первого куплета минусовка неожиданно обрывается, после второй попытки происходит то же самое. Юрий так и не смог закончить выступление. По сути, это было прощание со сценой. Спустя десять дней Юрия Клинских не стало. С его смертью заканчивается и история «Сектора Газа».

### После распада группы
После смерти Юрия Клинских появляются группы «Ex-Сектор Газа», «Сектор Газовой Атаки» и «С. Г.», в которых так или иначе были задействованы некоторые музыканты из разных составов распавшейся группы. Ни один из данных проектов так и не смог повторить успех предшественника, однако в 2008 году песня «Допился» проекта Игоря Кущева «Ex-Сектор Газа» случайным образом попадает в саундтрек фильма Гая Ричи «Рок-н-рольщик».
В апреле 2001 года «Сектор Газа» выдвигается в номинации премии российской индустрии звукозаписи «Рекордъ-2001» как исполнитель года. Международная федерация производителей фонограмм (IFPI) сообщает, что на звание «исполнитель года» претендуют Земфира, Алсу, «Би-2» и воронежская рок-группа «Сектор Газа».
После десятилетия забвения со стороны выпускающего лейбла, летом 2015 года, компания «Warner Music Russia» заявила о выпуске альбома неизданных песен из раннего творчества Юрия Клинских в новом звучании и лучших песен «Сектор Газа». Уже в пятницу 13 ноября был официально издан сборник «Вой на Луну», который был также выпущен в 2016 году на виниловом носителе с изменённым трек-листом.
В 2021 году о группе «Сектор Газа» и о её лидере был снят документальный фильм «Хой с тобой».
На август 2023 года было запланировано начало съёмок художественного фильма про группу.

### Воссоединение
1 октября 2020 года был анонсирован проект «Сектор Газа: Послесловие», представляющий собой два концерта в московском клубе Adrenaline Stadium, в которых примет участие голографическая проекция Юрия Хоя и музыканты группы разных лет. Концерт «Сектор Газа: Послесловие» состоялся 8 октября 2022 года.
В декабре 2020 года вышел официальный трибьют, в который вошли песни Юрия Хоя в прочтении современных музыкантов.
В 2022 году группа была воссоединена. В этом же году композиции группы неоднократно исполнялись симфоническими оркестрами (Донецким, Воронежским, Калининградским и военным оркестром ВУНЦ ВМФ).
15 ноября 2024 года на сцене Государственного Кремлёвского дворца состоялся большой концерт симфонического оркестра RockestraLive, полностью посвященный хитам группы. В нём приняли участие гитаристы «Сектора Газа» разных времён, что случилось впервые в истории: Игорь Жирнов, Игорь Кущев, Владимир Лобанов. Ведущей концерта была Татьяна Фатеева, которая также исполнила несколько песен совместно с оркестром. Примечательным фактом стало и то, что все три гитариста ранее не встречались и не были знакомы между собой, а Игорь Жирнов впервые исполнил вживую сочинённые им партии. В 2025 году на 1 ноября заявлен повторный концерт RockestraLive также в Кремле.

## Роль в популярной культуре

### Тематика и стилистика
…Вот она, настоящая современная народная песня. Куда до них самоварному «Золотому кольцу», не имеющего ничего общего с подлинным фольклором. «Сектор Газа» — вот она истинная плоть от плоти народа…Семён Круглов
Юрий Клинских вышел из среды рабочих кварталов провинциального российского города перестроечной эпохи, с присущей им социальной неразвитостью и насилием, облекающиеся в текстах группы в пародийно-ироничную форму. В своих песнях он старался учитывать события общественной и личной жизни, поступки людей, повседневные бытовые ситуации, при этом используя в текстах некоторых композиций обсценную лексику.
…А вообще к нашим песням надо относиться с определённой долей иронии. Мы поём о людских пороках, которые реально существуют, но многие люди боятся в этом признаться. А мы им раскрываем глаза и тычем мордой во всю эту грязь. Такая своеобразная терапия получается. Мы, конечно, не ангелы, но и не какие-нибудь грязные скоты.Юрий (Хой) Клинских
Большой пласт творчества Клинских посвящён остросоциальным проблемам времён перестройки, «лихих 90-х», а также теме загробной жизни и мистики. Сюжеты этих песен, как правило, развиваются либо в сельской местности, либо в провинциальном городке — и похожи на карикатуру, на русский лубок.
…По маленькой российской деревеньке, среди косых механизаторов и распаренных от портвейна доярок, во множестве бродят упыри, вурдалаки, бабы-яги и кощеи бессмертные и прочая нечисть — такое вот экзотическое население обитает в песенном мире группы «Сектор Газа»…Александр Пигарев
Официально музыка «Сектора Газа» считалась панк-роком, хотя к данному направлению группа имеет лишь частичное отношение — Клинских увлекался разными музыкальными течениями, от панка и хард-рока до рэпа и славянского фолка, нашедших отражение в его песнях. Некоторые представляют собой мелодекламацию или речитатив под искажённый звук электрогитар — овердрайв, дисторшн либо фузз. В то же время музыка «Сектора Газа» сочетает в себе русскую народную музыку — частушки, авторскую песню, русскую народную песню и стилистику музыкальной поп- и рок-культуры Запада, а также каверы на композиции известных западных поп- и рок-исполнителей. Сам Юрий Хой определял музыкальный стиль группы как «фьюжн» (то есть «сплав»). Но это самоопределение не совсем корректно, так как сам термин «фьюжн» в значительной степени относится к джазовой музыке и прогрессивному року.
…Многие интересуются, в каком стиле играет «Сектор Газа»? Дело в том, что в молодости (в 70-е годы) я слушал западный рок, Высоцкого и уже в конце 70-х «Машину времени». Так вот, «Сектор Газа» — это смесь всего этого. А поэтому я определил стиль группы не иначе как «фьюжн», то есть «сплав», так как каждая песня «Сектора» — это разный стиль: хард, панк, диско и многое-многое другое. Сам же я вот уже несколько лет «сижу» на метале и рэпе. А когда это всё вместе — металлический рэп, то для меня это полный кайф…Юрий (Хой) Клинских
В интервью авторитетному музыкальному критику Артемию Троицкому в программе "Кафе «Обломов» (в выпуске от 19 июня 1997 года) Юрий Хой признался:
…Сам я люблю очень многие песни, хорошие песни во всех стилях, поэтому я и стараюсь делать по принципу, как в своё время делала это группа «ДК», что меня и подтолкнуло. Она тоже просто хохмила там в одном стиле, в другом… Просто, чтоб альбом был интересен, а не так как, например, включил одну песню там, например, «метал» пробубнил, вторая также… Просто приедается, а альбом должен быть интересным, чтоб его слушать…
В другом своём интервью, Троицкий указал, — «если говорить о русском народном роке, то эта группа лучше всего подходит к такому определению», а также назвал Юру Хоя талантливым, душевным человеком.
Сергей Жариков, основатель группы «ДК», в своём интервью интернет-изданию «Lenta.ru» сравнивал «Сектор Газа» с «Битлз»:
«Lenta.ru»: В чём, по вашему мнению, успех воронежской группы «Сектор Газа»? И правильно ли определять её в категорию панка. Может, это скорее «трэш»?

Сергей Жариков: «Сектор Газа» — это наши «Битлз», не стилистически, но функционально. Недаром у них был контракт с «EMI». Как и «битлы», они конвертировали субкультурные клише в культурные, то есть общеупотребительные, став действительно народной группой. Обыкновенно авторы ревностно относятся к собственным подражателям, но я только рад что «Сектор Газа» шёл от «ДК», о чём, впрочем, Клинских неоднократно заявлял. Это «трэш», да, но Россия — родина трэш-арта, чем мы можем действительно гордиться.
Многие песни «Сектора Газа», благодаря запоминающейся мелодии и необычной образной фольклорности текстов, снискали народную любовь и до сих пор остаются популярными в народе. Одна из самых известных песен «Сектора» — «30 лет» из альбома «Газовая атака». Несомненным хитом из этого альбома группы можно также с полным правом назвать песню «Life», а видеоклип к песне «Туман» был продемонстрирован на телеканалах российского телевидения. «Армейская тема» была также представлена в песнях «Пора домой» и «Демобилизация» из альбомов «Наркологический университет миллионов» и «Восставший из Ада», соответственно, ставших достаточно популярными среди военнослужащих срочной службы. Песня «Вечером на лавочке», впервые исполненная в 1990 году, сейчас особенно популярна в многочисленных караоке-клубах во всей стране.

### Ненормативная лексика
…Я пою матом не ради мата, а, не кривя душой, выдаю всё, что просится. Тексты житейские, короче. <…> Я что думаю — то и говорю, и пою. Без прикрас, даже о тех сторонах жизни, о которых считается приличным умалчивать.

… Я ругаюсь, если только это слово другим заменить нельзя, если песня будет не так звучать. Но я не задаюсь целью ругаться матом.Юрий (Хой) Клинских
Вопрос: Скажите, пожалуйста, как вы относитесь к группе «Сектор Газа»?

Ответ: …Трудно ответить. У меня нет однозначного отношения. Я знаю такую группу, понимаю, что у неё есть много своих поклонников. Но я всё-таки сторонник чистого русского языка. Без элементов ненормативной лексики и всяких жаргонных слов…Валерий Кипелов
В одном из своих интервью Артемий Троицкий, когда его спросили о его отношении к Егору Летову, упомянул группу «Сектор Газа»:
…А что касается отечественной музыки, то я не исключаю, что эта группа первая стала петь матом, хотя у группы «ДК», по-моему, это было и до «Гражданской обороны», а у группы «Сектор Газа», которая, кстати, мне нравится гораздо больше, чем «Гражданская оборона», употребление матерных слов мне представляется несравненно более органичным. Жалко Юру Хоя, вот это был хороший парень. Лучше бы Егор Летов оправдал свои суицидальные теории и покончил бы с собой пятнадцать лет тому назад. А пьяница Юра Хой лучше бы здравствовал и по сей день…

### Критика

#### «Колхозный панк»
Панком я себя никогда не считал. Ну, может быть, в начале творчества чистая «панкуха» где-то и просматривалась. Я делаю то, что мне нравится. Каждый альбом музыкально разнообразен.Юрий (Хой) Клинских
Стиль рок-музыки «Сектора Газа» (приблизительный период с 1990-го по 1994-й) — часто характеризуют как «колхозный». Группа пела разную бескультурщину, пропагандируя разврат и хамство, что стало стереотипом 90-х. Такую характеристику стилю дала критика из различных социальных групп. Юрий Клинских, бывало, в шутку называл свой стиль «колхозным панк-роком». Вариант «колхозный панк» как обозначение стиля «Сектора Газа» довольно часто можно встретить в интервью с известными российскими рокерами.
В одном из своих интервью лидер группы «Алиса» Константин Кинчев на вопрос об отношении к группе «Сектор Газа» сказал: «„Колхозный панк“ — не близкий мне жанр», однако отметил, что Хой достиг определённых вершин, и сожалел о том, что он умер рано. В другом интервью, которое было до этого, Кинчев рассказал историю о том, как в конце 80-х встречался с Хоем и тот просил передать кассету с его песнями Майку Науменко, что Кинчев и сделал.
Само панк-сообщество очень негативно относится к любым попыткам причисления музыки «Сектора» к панк-року и вообще к панк-движению, поэтому термин «колхозный рок», а не «колхозный панк», видимо, является более политкорректным вариантом.
…«Сектор Газа» не был в волне панк-рока! Он вообще не понимал музыки! Он взял группу «Queen», написал сверху «х*й» — и всё!!! А у нас — конкретные истории! Как у Гоголя, как у Эдгара По! Я не колхозный панк! Я хороший придурок, в хорошем понимании, понимаешь?..Михаил (Горшок) Горшенёв
Некоторые считают «Сектор Газа» голосом народа, но я сам никогда не относился к такой «категории» народа, так что я так не считаю. Сам бы никогда не слушал эту группу, если бы не замполит в армии, который любил её. Не по собственной воле слушал все альбомы и не по одному разу. Не могу сказать, что обогатился каким-то опытом. У меня «Сектор Газа» ассоциируется с деревней, колхозный панк, тусовки с магнитофоном и пацанами…Андрей (Князь) Князев
Тем не менее, 6 декабря 2012 года Андрей Князев вместе со своей группой «КняZz» принял участие в трибьют-концерте в честь 25-летия группы, который проводился в петербургском клубе «Космонавт». На данном мероприятии группой были исполнены песни «Бомж» и «Ночь перед Рождеством».
…В России есть такая беда — хотя она не типично русская, во всём мире так, но у нас почему-то в особо тяжкой форме: молодые музыканты не уважают тех, кто шёл до них — нет преемственности поколений. Типа мы — настоящий, «тру-панк-рок», а все кто были до нас — отстой, «говнорок» или «сэлаут». Я так не считаю.
Действительно, если говорить о «Секторе Газа» в американском или европейском смысле понимания термина «панк-рок» — то, конечно, это не панк. Но этой группе удалось пробудить огромный, массовый интерес к музыке под этим названием, и уже за одно это они достойны уважения, на мой взгляд. Кроме того это была честная группа, а не какой-нибудь продюсерский проект, которая на свой страх и риск пыталась самовыражаться, и делать свой панк-рок так, как она его понимала. Да, можно о многом спорить в их творчестве, но, несомненно, одно — они были одними из первых, кто не побоялся называть себя панками на музыкальной сцене в России. Они были антисоциальными и, безусловно, шокирующими для современного им общества. «Живи быстро, умри молодым» — это о них.Александр (Чача) Иванов
В одном из своих интервью бывший гитарист «Сектора Газа» Игорь Кущев, прямо указывал на самостоятельность изобретённого звучания:
…Не стало человека, который дал целое направление в рок-музыке — «колхозный панк». Я же решил продолжить… И в конце концов надо отдать должное памяти человека…Игорь (Кущ) Кущев
Ребята в «Секторе» все были хороши по-своему. Просто все увлекались разными стилями. Хой отслеживал свой (колхозный) стиль, и это был удачный выстрел…Владимир Лобанов

#### Неприятие и отторжение отечественным рок-мейнстримом
Народничество, социальный реализм и мистицизм «Сектора Газа» не отвечали исканиям перестроечной мейнстримовой рок-интеллигенции, повально бросившихся в религию, дореволюционную романтику, казённую нравственность и духовные поиски.
Возможно, из-за своего народного, того самого «колхозного», русского звучания «Сектор Газа» так и не был включён в ретроспективную серию записей отечественной рок-музыки «Легенды русского рока», а некоторые их песни лишь спустя много лет прозвучали в эфире радиостанции «Наше радио» («Пора домой», «Туман», «Новогодняя песня»). К тому же, ни один альбом «Сектора Газа» не попал в книгу «100 магнитоальбомов советского рока» Александра Кушнира.
«Сектор Газа» очень редко участвовал в различных общих проектах и концертах российского рок-движения. Его практически невозможно было услышать на радио, крайне редко увидеть на телевидении. Связано это было не только с нецензурными выражениями, используемыми в творчестве, но и с тем, что в его песнях повсюду присутствовала злободневная тематика. «Сектор Газа» изначально был в андеграунде — но в дальнейшем отнести коллектив к данной категории представляется затруднительным — эту группу знало всё СНГ. Известность была поистине всенародной, что само по себе является интересным парадоксом.
Во второй половине 1990-х «Туман» и ряд других песен с отсутствием ненормативной лексики («Пора домой», «Life», «Песенка» и др.) активно ротировались в эфире радиостанции «Юность».
Сам Юрий Клинских особо не жаловался на то, что он не состоит в рок-тусовках и его мало узнают в лицо. В одном из интервью он прокомментировал это следующим образом:
…Я вообще рад, что меня никто не знает в лицо — мне от этого не лучше, не хуже, мне от этого денег больше не прибавится, но зато я живу спокойно, легко. Спокойно гуляю по улицам, и у меня нет таких мечтаний, как у Киркорова прокатиться в метро — я это спокойно могу сделать.Юрий (Хой) Клинских

#### Обвинения в плагиате
Профессиональные критики, хорошо знакомые с эволюцией музыки и историей искусства, часто обвиняют «Сектор Газа» в краже музыкальных идей и прямом плагиате.
Музыкальные заимствования у «Сектора» действительно имелись, и Юрий Клинских старался максимально честно рассказать, откуда он взял те или иные идеи («Представление альбомов» с альбома «Сектор Газа» версии 1993 года, «Интродукция» с альбома «Кащей Бессмертный» 1994 года и ряд интервью). В любом случае, Клинских никогда не скрывал того, что использует в своих музыкальных произведениях элементы этнической славянской народной музыки, узнаваемые фразы, стандарты, риффы и по-своему обыгрывает их. Часть композиций у «Сектора» составлены из нескольких таких элементов, представляя собой своеобразный микс в рок-н-ролльном варианте, что уже не попадает под определение плагиата.

## Дискография

### Альбомы
| № | Тип альбома              | Название альбома                      | Музыканты, участвовавшие в записи | Дата записи          | Годы издания / переиздания                                                                        | Студия звукозаписи / лейбл издания     | Примечание |
| --- | ------------------------ | ------------------------------------- | --- | -------------------- | ------------------------------------------------------------------------------------------------- | -------------------------------------- | ---------- |
| (1) | Магнитоальбом            | Плуги-вуги                            | Юрий Клинских — автор песен, вокал, гитара Сергей Тупикин — соло-гитара Игорь Кущев — соло-гитара Семён Титиевский — бас-гитара Олег Крючков — ударные, крики Александр Якушев — ударные Алексей Ушаков — клавишные Андрей Дельцов — звукорежиссура                 | июнь 1989            | — / —                                                                                             | Black Box / —                          | **         |
| (2) | Магнитоальбом            | Колхозный панк                        | Юрий Клинских — автор песен, вокал, гитара Игорь Кущев — лидер-гитара Сергей Тупикин — соло-гитара Семён Титиевский — бас-гитара Олег Крючков — ударные Александр Якушев — ударные Алексей Ушаков — клавишные Андрей Дельцов — звукорежиссура                       | июнь 1989            | — / —                                                                                             | Black Box / —                          | **         |
| 3 (1) | Студийный альбом         | Зловещие мертвецы                     | Юрий Клинских — автор песен, вокал Игорь Кущев — лидер-гитара, аранжировка Семён Титиевский — бас-гитара Сергей Тупикин — бас-гитара Алексей Ушаков — клавишные Татьяна Фатеева — бэк-вокал Андрей Дельцов — звукорежиссура                                         | май 1990             | 1990 (пиратская MC) / 1994 / 1997 (серия «Коллекция»)                                             | Black Box / Gala Records               | *          |
| 4 (2) | Студийный альбом         | Ядрёна вошь                           | Юрий Клинских — автор песен, вокал Игорь Кущев — лидер-гитара, аранжировка Семён Титиевский — бас-гитара Сергей Тупикин — бас-гитара Алексей Ушаков — клавишные Татьяна Фатеева — бэк-вокал Андрей Дельцов — звукорежиссура                                         | май 1990             | 1990 (пиратская MC) / 1994 / 1997 (серия «Коллекция»)                                             | Black Box / Gala Records               | *          |
| 5 (3) | Студийный альбом         | Ночь перед Рождеством                 | Юрий Клинских — автор песен, вокал, гитара Игорь Кущев — лидер-гитара Андрей Дельцов — клавишные, реплика, звукорежиссура | январь 1991          | 1991 (пиратская MC / 1994 / 1997 (серия «Коллекция»)                                              | Мир / Gala Records                     | * **       |
| 6 (4) | Студийный альбом         | Колхозный панк                        | Юрий Клинских — автор песен, вокал, гитара, секвенсор Игорь Жирнов — лидер-гитара Сергей Тупикин — бас-гитара Алексей Ушаков — клавишные, реплика Андрей Дельцов — звукорежиссура                                                                                   | август 1991          | сентябрь 1991 (пиратская MC) / 1992 (Общий тираж: 100 000 экз.) / 1994 / 1997 (серия «Коллекция») | Gala Records                           | *          |
| 7 (5) | Студийный альбом         | Гуляй, мужик!                         | Юрий Клинских — автор песен, вокал, гитара, секвенсор Татьяна Фатеева — бэк-вокал Игорь Жирнов — лидер-гитара Алексей Ушаков — клавишные Андрей Дельцов — звукорежиссура                                                                                            | январь 1992          | 1992 (пиратская MC 1994 / 1997 (серия «Коллекция»)                                                | Black Box / Gala Records               | * **       |
| 8 (6) | Студийный альбом         | Нажми на газ                          | Юрий Клинских — автор песен, вокал, гитара, секвенсор Игорь Жирнов — лидер-гитара Алексей Ушаков — клавишные Андрей Дельцов — реплика, звукорежиссура | март 1993            | 1993 / 1994, 1997 (серия «Коллекция»)                                                             | Black Box / Gala Records               | * **       |
| 9 (7) | Студийный альбом         | Сектор Газа                           | Юрий Клинских — автор песен, вокал, гитара, секвенсор, диалог, декламация Игорь Жирнов — лидер-гитара Андрей Дельцов — диалог, звукорежиссура | март 1993            | 1995 / 1997 (серия «Коллекция»)                                                                   | Black Box / REC Records, BECAR Records | * **       |
| 10 (8) | Студийный альбом         | Танцы после порева                    | Юрий Клинских — автор песен, вокал, гитара, секвенсор Ирина Пухонина — бэк-вокал Игорь Жирнов — лидер-гитара Андрей Дельцов — реплика, звукорежиссура | март 1994            | 1994 / 1997 (серия «Коллекция»)                                                                   | Black Box / Gala Records               | * **       |
| 11 (9) | Студийный альбом         | Кащей Бессмертный                     | Юрий Клинских — автор песен, вокал, декламация, гитара, секвенсор, аранжировка Алексей Ушаков — декламация, клавишные Ирина Пухонина — вокал Игорь Жирнов — лидер-гитара Андрей Дельцов — звукорежиссура                                                            | март 1994            | 1994 / 1997 (серия «Коллекция»)                                                                   | Black Box / Gala Records               | * **       |
| 12 (10) | Студийный альбом         | Газовая атака                         | Юрий Клинских — автор песен, вокал, гитара, секвенсор Ирина Пухонина — бэк-вокал Игорь Жирнов — лидер-гитара Вадим Глухов — лидер-гитара Андрей Дельцов — звукорежиссура                                                                                            | март 1996            | 1996 / 1997 (серия «Коллекция»)                                                                   | Black Box / Gala Records               | * **       |
| 13 (11) | Студийный альбом         | Наркологический университет миллионов | Юрий Клинских — автор песен, лидер-вокал, бэк-вокал, акустическая гитара, секвенсор, аранжировка Игорь Жирнов — лидер-гитара Эльбрус Черкезов — бас-гитара Игорь Аникеев — клавишные Сессионный барабанщик «Gala Records» — ударные Андрей Дельцов — звукорежиссура | февраль — март 1997  | 1997 / 1997 (серия «Коллекция»)                                                                   | Gala Records                           | * **       |
| 14 (12) | Студийный альбом, ремейк | Сектор Газа                           | Юрий Клинских — автор песен, вокал, гитара, секвенсор, аранжировка Игорь Жирнов — лидер-гитара Алексей Брянцев — аранжировка Андрей Дельцов — звукорежиссура | август 1997          | 1997 (серия «Коллекция») / —                                                                      | Gala Records                           | *          |
| 15 (13) | Студийный альбом         | Восставший из ада                     | Юрий Клинских — автор песен, лидер-вокал, бэк-вокал, ритм-гитара, секвенсор, аранжировка, программирование, запись и сведение Игорь Жирнов — лидер-гитара Василий Дронов — бас-гитара Игорь Аникеев — клавишные Андрей Дельцов — звукорежиссура                     | январь — апрель 2000 | 2000 / —                                                                                          | Gala Records                           | * **       |
| - Помимо «живых» инструментов в некоторых песнях запись ритм-секции (бас-гитара + ударные) осуществлялась с использованием музыкальной рабочей станции (синтезатора со встроенным секвенсором (*) и драм-машины (**)). |                          |                                       | |                      |                                                                                                   |                                        |            |

### Грампластинки (винил)
| Название                              | Год выпуска | Тираж, шт    |
| ------------------------------------- | ----------- | ------------ |
| Колхозный панк                        | 1992        | 100 000      |
| Нажми на газ                          | 1993        | более 10 000 |
| Вой на Луну (Лучшее)                  | 2016        | 1000         |
| Чернуха                               | 2018        | 1000         |
| Бытовуха                              | 2018        | 1000         |
| Наркологический университет миллионов | 2023        | 1000         |
| Гуляй, мужик!                         | 2024        | неизвестно   |
| Газовая атака                         | 2024        | неизвестно   |
| Ночь перед Рождеством                 | 2024        | неизвестно   |

### Сборники

#### Официальные сборники
| Название                          | Год выпуска | Переиздание |
| --------------------------------- | ----------- | ----------- |
| Избранное                         | 1996        | 2002        |
| Избранное II                      | 1997        | 2002        |
| Баллады                           | 1998        | 2002        |
| Избранное III                     | 2002        | —           |
| Баллады II                        | 2003        | —           |
| Баллады: Полная Версия            | 2004        | —           |
| Лучшие Песни: Часть 1             | 2009        | —           |
| Лучшие Песни: Часть 2             | 2010        | —           |
| Вой на Луну (Лучшее и неизданное) | 2015        | —           |

#### Официальные сборникиремиксов
| Название        | Музыканты, участвовавшие в записи                                                                                | Год записи | Год выпуска | Переиздание | Студия звукозаписи / лейбл издания |
| --------------- | --- | ---------- | ----------- | ----------- | ---------------------------------- |
| Extasy          | Юрий Клинских — вокал, программирование Алексей Брянцев (DJ Крот) — программирование Вероника Никифорова — вокал | 1998       | 1999        | 2002        | STOP Records / Gala Records        |
| Стёб Хаус remix | Юрий Клинских — вокал, программирование Алексей Брянцев (DJ Крот) — программирование Вероника Никифорова — вокал | 1997—1998  | 1999        | -           | STOP Records / Gala Records        |
| Extasy 2        | Юрий Клинских — вокал Алексей Брянцев (DJ Крот) — программирование                                               | 1997       | 2002        | 2002        | STOP Records / Gala Records        |

### Концертные альбомы,бутлеги
| Название                                                                      | Музыканты, участвовавшие в записи | Год записи |
| ----------------------------------------------------------------------------- | --- | ---------- |
| Альбом без названия. Юбилейный концерт в Воронеже (ДК «им. 50-летия Октября») | Юрий Клинских — вокал Владимир Лобанов — лидер-гитара Сергей Тупикин — бас-гитара Алексей Ушаков — клавишные, бэк-вокал Александр Якушев — барабаны | 1992       |

## Трибьюты
Существует множество профессиональных и любительских каверов, не попавших ни в один из представленных ниже официальных и неофициальных трибьют-сборников.

### Официальные трибьюты
| №   | Название                             | Длительность |
| --- | ------------------------------------ | ------------ |
| 1.  | «Привет, ребята, добрый день» (Игла) | 2:37         |
| 2.  | «Сельский кайф» (Бахыт-Компот)       | 3:16         |
| 3.  | «Возле дома твоего» (НАИВ)           | 2:10         |
| 4.  | «Похмел» (Монгол Шуудан)             | 3:57         |
| 5.  | «Страх» (Бахыт-Компот)               | 3:04         |
| 6.  | «Демобилизация» (Игорь Кущев)        | 3:52         |
| 7.  | «Life» (Кирпичи)                     | 2:46         |
| 8.  | «Истребители вампиров» (Игла)        | 4:16         |
| 9.  | «Вечером на лавочке» (Игорь Кущев)   | 4:19         |
| 10. | «Метаморфоза» (Игла)                 | 2:43         |
| 11. | «Л.Т.П.» (Пятая бригада)             | 3:56         |
| 12. | «Мент» (Сергей Кагадеев (ex-НОМ))    | 3:01         |
| 13. | «Пора домой» (Игорь Кущев)           | 4:00         |
| 14. | «Эстрадная песня» (Данила Master)    | 1:59         |
| 15. | «Гуляй, мужик!» (Данила Master)      | 3:30         |
| 16. | «Песенка» (DanceForge Project)       | 3:45         |
| 17. | «Я — мразь» (Пиип на Лиип)           | 2:27         |
| 18. | «Не даёт» (DistorШn)                 | 3:00         |
| 19. | «Носки» (DistorШn)                   | 2:36         |
| 20. | «Богатые тоже плачут» (Kedbl)        | 1:49         |
| 21. | «Ночь перед Рождеством» (DJ Spotter) | 3:58         |
| 22. | «20 лет Сектору газа» (Игорь Кущев)  | 4:19         |
| 23. | «Героин» (Игорь Кущев)               | 4:24         |

| №                   | Название                                           | Длительность |
| ------------------- | -------------------------------------------------- | ------------ |
| 1.                  | «Возле дома твоего» (План Ломоносова)              | 2:17         |
| 2.                  | «Колхозный панк» (Голос Омерики)                   | 3:28         |
| 3.                  | «Утопленник» (Сектор Газовой Атаки)                | 4:31         |
| 4.                  | «Ночь перед Рождеством» (ДДТ)                      | 3:41         |
| 5.                  | «Нас ждут из темноты» (Бродячий Цирк)              | 2:49         |
| 6.                  | «Хорошо в деревне летом» (Гудтаймс)                | 3:41         |
| 7.                  | «Твой звонок» (Ирина Клинских)                     | 4:55         |
| 8.                  | «Казачья» (Монгол Шуудан)                          | 3:55         |
| 9.                  | «Укус вампира» (Чёрный Вторник)                    | 4:06         |
| 10.                 | «Кума» (Clockwork Times)                           | 2:09         |
| 11.                 | «Свидание» (Карабас и НЕСУǀРАЗНОСТИ)               | 3:49         |
| 12.                 | «Туман» (7Б)                                       | 3:39         |
| 13.                 | «Авто-мат» (Татьяна Фатеева)                       | 3:27         |
| 14.                 | «Святая война» (Артур Беркут feat. Чёрный Вторник) | 4:49         |
| 15.                 | «Лирика» (Мураками)                                | 3:58         |
| 16.                 | «Аванс» (Иначе)                                    | 2:21         |
| 17.                 | «Life» (Znaki)                                     | 3:06         |
| 18.                 | «Хата» (Сектор Газовой Атаки feat. Ирина Клинских) | 3:21         |
| 19.                 | «Самые лучшие тачки» (Дайте Два)                   | 3:16         |
| 20.                 | «Опарыш» (Азон)                                    | 2:27         |
| 21.                 | «Пора домой» (СерьГа)                              | 3:48         |
| 22.                 | «Бомж» (Действуй!)                                 | 3:44         |
| 23.                 | «Без вина» (ДМЦ)                                   | 3:42         |
| 24.                 | «30 лет» (Лампасы)                                 | 3:08         |
| 25.                 | «Сектор Газа» (ХимерА)                             | 3:40         |
| Общая длительность: | Общая длительность:                                | 1:27:47      |

### Неофициальные трибьюты
| №   | Название                                                                                    | Длительность |
| --- | ------------------------------------------------------------------------------------------- | ------------ |
| 1.  | «Здорова, пацаны!» (DJ КОТ)                                                                 | 2:34         |
| 2.  | «Сектор Газа» (PereZ)                                                                       | 3:21         |
| 3.  | «Эстрадная песня» (Данила Master)                                                           | 1:59         |
| 4.  | «Я — мразь» (Пиип на Лиип)                                                                  | 2:24         |
| 5.  | «Из чего же» (A-WIND)                                                                       | 2:24         |
| 6.  | «Ява» (Игорь Кущев)                                                                         | 4:45         |
| 7.  | «Мажор» (Дефлораторы)                                                                       | 1:45         |
| 8.  | «Колхозный панк» (Сучий лесок)                                                              | 3:35         |
| 9.  | «Вальпургиева ночь» (Ультиматум)                                                            | 2:27         |
| 10. | «Л.Т.П.» (Пятая Бригада)                                                                    | 3:56         |
| 11. | «Банка» (Сексуальный горшок)                                                                | 3:26         |
| 12. | «Не даёт» (DistorШn)                                                                        | 3:00         |
| 13. | «Сельский кайф» (DJ Kvas)                                                                   | 3:46         |
| 14. | «Спор» (Игорь Кущев)                                                                        | 5:32         |
| 15. | «Подкуп» (Азон)                                                                             | 2:09         |
| 16. | «Хорошо в деревне летом» (DJ Stass)                                                         | 3:22         |
| 17. | «Носки» (DistorШn)                                                                          | 2:33         |
| 18. | «Песенка» (Maxi-Boom)                                                                       | 3:12         |
| 19. | «Ночь перед Рождеством» (DJ Stass)                                                          | 4:54         |
| 20. | «Нажми на газ» (P.A.D.L.O.)                                                                 | 1:08         |
| 21. | «Колхозный панк» (Кувалда)                                                                  | 3:02         |
| 22. | «Смерть поэта (посвящается Юрию Хою)» (Максим Перепелица)                                   | 3:15         |
| 23. | «Ты где-то там далеко (памяти Ю. Клинских)» (Николай Курпан (Чёрный кузнец) и Кирилл Пашин) | 4:39         |
| 24. | «Память о друге» (Татьяна Фатеева (ex-СГА))                                                 | 3:06         |

| №   | Название                            | Длительность |
| --- | ----------------------------------- | ------------ |
| 1.  | «Здорова, пацаны!» (DJ КОТ)         | 2:34         |
| 2.  | «Подкуп» (Азон)                     | 2:28         |
| 3.  | «Дави на газ» (P.A.D.L.O.)          | 1:08         |
| 4.  | «Мастурбация» (Группа Ё)            | 2:54         |
| 5.  | «Кума» (Светолир)                   | 2:39         |
| 6.  | «Возле дома твоего» (Svoy)          | 3:13         |
| 7.  | «Эстрадная песня» (Mad Day)         | 2:14         |
| 8.  | «Я — мразь» (Пиип на Лиип)          | 2:25         |
| 9.  | «Колхозный панк» (Сучий лесок)      | 3:34         |
| 10. | «Бомж» (White Shadows)              | 3:41         |
| 11. | «Попец» (P.A.D.L.O.)                | 2:01         |
| 12. | «Мажор» (Дефлораторы)               | 1:44         |
| 13. | «Метаморфоза» (Svoy & Mullo)        | 2:37         |
| 14. | «Дурак» (Рефлектор)                 | 3:01         |
| 15. | «Ку-ку» (Shurik)                    | 1:56         |
| 16. | «Свидание» (DJ Stass)               | 5:42         |
| 17. | «Хорошо в деревне летом» (DJ Stass) | 3:22         |

- Филюс (Беркет) Мухаметшин — автор приближенного перевода на татарский язык, вокал, аранжировка

| №   | Название                                 | Длительность |
| --- | ---------------------------------------- | ------------ |
| 1.  | «Синең ойән кырында» (Возле дома твоего) | 2:51         |
| 2.  | «Гаеп алдым уземә» (Взял вину на себя)   | 3:19         |
| 3.  | «Колхоз панкы» (Колхозный панк)          | 3:03         |
| 4.  | «Гуляй, мужик!»                          | 3:30         |
| 5.  | «ЛТП»                                    | 3:08         |
| 6.  | «Мент»                                   | 3:38         |
| 7.  | «Импотент»                               | 2:48         |
| 8.  | «Похмель» (Похмел)                       | 2:02         |
| 9.  | «Бер пар утыра» (Вечером на лавочке)     | 4:24         |
| 10. | «Ява»                                    | 3:45         |
| 11. | «Карсылу» (Снегурочка)                   | 2:51         |
| 12. | «Белая горячка»                          | 3:30         |
| 13. | «Ильяс Муромец» (Илья Муромец)           | 1:52         |
| 14. | «Сакланыгыз» (План)                      | 3:35         |
| 15. | «Кайтырга вакыт» (Пора домой)            | 3:07         |

Данный трибьют посвящён группе «Сектор Газа», в котором собрано свыше ста каверов, в том числе и песен посвящённых Юре Хою и группе. Появился в 2009 году, официально не издавался, а распространялся во всемирной паутине.
Любительские трибьют-альбомы белорусского музыкального проекта из двух человек.
Трибьют-альбом памяти Юрия Хоя, записанный музыкантами групп «Правда Жизни» (Иркутск) и «Местный Панк» (Шелехов).
Трибьют к 50-летию Юрия Клинских, записанный участниками международного музыкального онлайн-проекта «Daemonight» (Россия, Украина, Молдова).

## Клипография
| Название               | Год выпуска | Примечание |
| ---------------------- | ----------- | --- |
| «Колхозный панк»       | 1992        | — |
| «Лирика»               | 1993        | — |
| «Туман»                | 1996        | Две версии с незначительно изменённым текстом |
| «Ария Ивана и Лягушки» | —           | Рабочая версия 1996 года (официально не издавалась) |
| «Вторая ария Ивана»    | —           | Рабочая версия 1996 года (официально не издавалась) |
| «Третья ария Ивана»    | —           | Рабочая версия 1996 года (официально не издавалась) |
| «Пора домой»           | 1998 1999   | 1998 год. Клип смонтирован из кадров армейской жизни и концертного выступления группы (распространялся на VHS-сборниках) 1999 год. Запись выступления на Красной площади (Москва) |
| «Ночь страха»          | 2000        | Рабочая версия 2000 года (официально не издавалась) |

## Фильмы и телепередачи
| Название                                                       | Телеканал  | Год выпуска |
| -------------------------------------------------------------- | ---------- | ----------- |
| «Башня» (в память о Юрии Клинских)                             | РТР        | 2000        |
| «Как уходили кумиры. Юрий Клинских»                            | ДТВ        | 2006        |
| «Чистосердечное признание. Звёздные вдовы» (эпизод)            | НТВ        | 2007        |
| «Главный герой. Мат в три ноты» (эпизод)                       | НТВ        | 2008        |
| «Звёзды на ладони. Неформат» (эпизод)                          | MTV Россия | 2009        |
| «Чистосердечное признание. Старость не радость» (эпизод)       | НТВ        | 2010        |
| «Тайные знаки. Апокалипсис. Смертельное удовольствие» (эпизод) | ТВ3        | 2010        |
| «Чистосердечное признание. Криминальные гастроли» (эпизод)     | НТВ        | 2011        |
| «Битва экстрасенсов» 15 сезон, 5 выпуск (эпизод)               | ТНТ        | 2014        |
| «Хой с тобой»                                                  | —          | 2021        |

## Саундтреки
| Название фильма                                         | Формат | Режиссёр                      | Год выпуска | Название песни                                                                                             |
| ------------------------------------------------------- | ------ | ----------------------------- | ----------- | --- |
| «ДМБ: снова в бою…»                                     | Х/ф    | Александр Басов               | 2001        | Пора домой                                                                                                 |
| «Дети Ленинградского»                                   | Д/ф    | Ханна Полак                   | 2004        | Гуляй, мужик!                                                                                              |
| «Гоп-стоп»                                              | Х/ф    | Павел Бардин                  | 2011        | Злая ночь, Богатые тоже плачут, Возле дома твоего, План, Патриот                                           |
| «Светофор» 64 серия (4 сезон, 4 серия)                  | Сериал | Роман Фокин                   | 2012        | Пора домой                                                                                                 |
| «Озабоченные, или Любовь зла» 1 сезон, 2 серия          | Сериал | Борис Хлебников               | 2015        | Лирика |
| «Бородач. Понять и простить» 1 сезон, 1 и 2 серии       | Сериал | Заур Болотаев                 | 2016        | Демобилизация                                                                                              |
| «ЧОП» 19 серия (2 сезон, 3 серия)                       | Сериал | Михаил Соловьёв               | 2016        | Лирика |
| «Любовь с ограничениями»                                | Х/ф    | Дмитрий Тюрин                 | 2017        | Лирика |
| «Физрук» 70 серия (4 сезон, 9 серия)                    | Сериал | Игорь Волошин                 | 2017        | Колхозный панк                                                                                             |
| «Ивановы-Ивановы» 1 сезон, 6 серия                      | Сериал | Антон Федотов                 | 2017        | Пора домой 16, 17                                                                                          |
| «Доктор Рихтер» 26 серия (2 сезон, 2 серия)             | Сериал | Андрей Прошкин, Илья Казанков | 2018        | Когда помрёшь                                                                                              |
| «Балканский рубеж»                                      | Х/ф    | Андрей Волгин                 | 2019        | Туман |
| «Реальные пацаны» 230 серия (6 сезон, блок 2, 16 серия) | Сериал | Жанна Кадникова               | 2019        | Демобилизация                                                                                              |
| «Толя-робот» 1 сезон, 1 серия                           | Сериал | Алексей Нужный                | 2019        | Лирика |
| «Как я стал русским»                                    | Х/ф    | Акаки Сахелашвили, Ся Хао     | 2019        | Гуляй, мужик!                                                                                              |
| «Корни» 1 сезон, 15 серия                               | Сериал | Марк Горобец                  | 2020        | Лирика |
| «Мир! Дружба! Жвачка!»                                  | Сериал | Илья Аксёнов                  | 2020        | Лирика (4, 11, 20 серии), Колхозный панк (11 серия), Туман (17 серия)                                      |
| «Милиционер с Рублёвки» 1 сезон, 12 серия               | Сериал | Илья Куликов                  | 2021        | Укус вампира                                                                                               |
| «Вампиры средней полосы» 6 серия                        | Сериал |                               | 2021        | Укус вампира                                                                                               |
| «#Яжотец» 10 серия                                      | Сериал |                               | 2021        | Пора домой                                                                                                 |
| «Два холма»                                             | Сериал |                               | 2022        | Колхозный панк (1, 5, 14, 18, 19, 23 серия), Лирика (6 серия), Возле дома твоего (8 серия), Ява (19 серия) |
| «Молодой человек»                                       | Х/ф    | Александр Фомин               | 2022        | 30 лет |
| «Просто Михалыч»                                        | Сериал |                               | 2023        | Пора домой (2 серия)                                                                                       |

В 2014 году было объявлено о разработке полнометражного фильма ужасов по мотивам песен «Сектора Газа», под рабочим названием «Дракула Хой», которое впоследствии было изменено на «Хой против нечистой силы». Уже написан готовый сценарий, автором которого является Лев Шадрин — член Союза писателей России. Так же разработана концепция и стилистика будущего фильма, концепт-арт основных персонажей и монстров, выпущены тизерные ролики. В апреле 2017 года был проведён третий питчинг сценарных проектов «Teamwriting Insight», в шорт-лист которого отобрался проработанный сценарий к фильму «Хой против нечисти» для презентации, впоследствии заинтересовавшей несколько продакшн-компаний. Главную роль персонажа Юрия Хоя в данном художественном фильме может достоверно озвучить актёр Долгополов. Кинопроект нереализован по причине отсутствия поддержки фанатов группы Сектор Газа.

## Состав в разные годы
До середины 1988 года Юрий (Хой) Клинских работает сольно, выступая на концертах и фестивалях воронежского рок-клуба, иногда со специально приглашёнными гитаристами и единожды с басистом. Ниже предлагается неполный список людей, в разное время имевших отношение к группе.
- Юрий Николаевич Клинских (Хой) (27 июля 1964, Воронеж — 4 июля 2000, Воронеж) — лидер группы,

Гитаристы
- Максим (Макс) Гловацкий — лидер-гитара (1988)
- Игорь Геннадьевич Кущев (Кущ) (род. 23 июля 1959, Новомосковск, Тульская область) — лидер-гитара в студии и на концертах (1989—1991)
- Игорь Михайлович Жирнов (Егор) (род. 21 сентября 1964, Томск) — лидер-гитара в студии (1991—2000)
- Владимир Михайлович Лобанов (род. 8 сентября 1964, Калининград (Королёв), Московская область) — лидер-гитара на концертах (1991—1993)
- Вадим Алексеевич Глухов (25 августа 1965, Воронеж — 18 января 2011, Воронеж) — лидер-гитара на концертах (1993—2000), частично в студии (1996)
- Василий Иванович Черных (Самоделкин) (3 декабря 1965, Воронеж — 8 апреля 2008, Воронеж) — ритм-гитара и бэк-вокал на концертах (1995—1998)

Бас-гитаристы
- Михаил Финк — бас-гитара на концерте (1987)
- Семён Всеволодович Титиевский (род. 20 января 1968, Воронеж) — бас-гитара в студии и на концертах (1988—1991)
- Сергей Иванович Тупикин (23 января 1965, Воронеж — 23 апреля 2018, Воронеж) — лидер-гитара в студии и на концертах (1988—1989), бас-гитара в студии и на концертах (1989—1993)
- Виталий Васильевич Сукочев (Питон) (15 февраля 1965 — 23 февраля 2024) — бас-гитара на концертах (1993)
- Эльбрус Джахангирович Черкезов (Брюс) (род. 7 сентября 1968, Макеевка, пос. Ханжёнково, Донецкая область) — бас-гитара в студии (1997)
- Валерий Викторович Подзоров (род. 23 августа 1964) — бас-гитара на концертах (1997—1998)
- Василий Дронов — бас-гитара в студии (2000)

Клавишники
- Алексей Алексеевич Ушаков (род. 12 мая 1963) — клавишные, секвенсорная ритм-секция в студии и на концертах (1989—1996), сессионно: 1998), декламация в студии (1991, 1994), бэк-вокал на концертах. Один из основателей студии «Black Box»
- Игорь Алексеевич Аникеев (Кот) (15 августа 1961, Воронеж — 10 октября 2014, Воронеж)[62] — клавишные, секвенсорная ритм-секция в студии и на концертах (1996—2000), бэк-вокал на концертах

Барабанщики
- Олег Юрьевич Крючков (Крюк) (8 января 1964 — 18 января 1997, Воронеж) — барабаны в студии и на концертах (1988—1990)
- Александр Васильевич Якушев (род. 21 июня 1965) — барабаны в студии и на концертах (1989—1998, сессионно: 1999)

Бэк-вокалистки
- Татьяна Евгеньевна Фатеева (род. 14 сентября 1968, Эртиль, Воронежская область) — вокал в студии и на концертах (1990—1994)
- Ирина Викторовна Пухонина (Бухарина) (род. 26 ноября 1967, Воронеж) — вокал в студии (1994—1996)
- Вероника Всеволодовна Никифорова (род. 9 августа 1976) — вокал в студии (1998)

Звукорежиссёры
- Андрей Кимович Дельцов (род. 23 февраля 1963, Воронеж) — звукорежиссёр в студии и на концертах (1989—2000), соло-гитара на концертах (1991), клавишные в студии (1991), декламация в студии (1991, 1993—1994). Один из основателей студии «Black Box».
- Игорь Князев (род. 20 мая 1964) — звукорежиссёр на концертах (1991)
- Алексей Кривенко (род. 4 января 1963, Воронеж) — звукорежиссёр в студии и на концертах (1991—1992, 1994—1995)
- Андрей Колтаков (Бонифаций) (род. с. Рождественское, Костромская область) — звукорежиссёр в студии (1996)
- Валерий Таманов — звукорежиссёр в студии (1996, 2000)

Прочие
- Александр Иванович Кочерга («Ухват») (2 сентября 1961— 31 января 2010, Воронеж) — один из основателей и руководителей воронежского рок-клуба (1987—1990), организатор концертов (1989—1990)
- Альберт Витальевич Попов («Красный огурец») (род. 26 июля 1962, Мичуринск, Тамбовская область) — воронежский стёб-рок-бард, выступавший на разогреве у группы (1991—1992), один из основателей воронежского рок-клуба, а также журналист и телеведущий.
- Сергей Савин — концертный директор (1991—1994)
- Константин Ляхов — концертный директор (1995—2000).
- Алексей Владимирович Привалов (род. 23 мая 1972, Москва) — тур-менеджер (1995—2000).
- Алексей Иванович Брянцев (DJ Kpoт) (род. 13 марта 1973, Воронеж) — продюсер ремиксов (1997—1999)

### Книги
- Тихомиров В. «Хой!» Эпитафия рок-раздолбаю / А. Московкин. — М.: ООО Антао, 2001. — 304 с. — 1000 экз. — ISBN 5-85929-091-8.
- Гноевой Р. «Сектор Газа» глазами близких». — М.: ООО Антао, 2004. — 424 с. — 6000 экз. — ISBN 5-94037-043-8.
- Алексеев А. С. Кто есть кто в российской рок-музыке. — М. : АСТ : Астрель : Харвест, 2009. — С. 437—440. — ISBN 978-5-17-048654-0 (АСТ). — ISBN 978-5-271-24160-4 (Астрель). — ISBN 978-985-16-7343-4 (Харвест).
- Курбанов А. «Говорит Хой: Прямая речь Юрия Клинских» / сост., ред., вступ. А. Курбанов. — М., 2015. — 222 с.
- Ступников Д. О. «Юрий Хой и группа «Сектор Газа». — М.: ООО «Издательство АСТ», 2022. — 384 [32] с. — 3000 экз. — ISBN 978-5-17-136853-1.

### Песенники
- Клинских Ю. Н. «Последние 13 песен» / А. Московкин, А. Карпов. — М.: ТОО Леан, ООО Антао, 2000. — 46 с. — 10 000 экз. — ISBN 5-94037-001-2.
- Клинских Ю. Н. «30 песен группы «Сектор Газа» / А. Московкин, А. Карпов. — М.: ТОО Леан, ООО Антао, 2001. — 80 с. — 5000 экз. — ISBN 5-85929-041-1.
- Шершунов А. «Ещё 30 песен группы «Сектор Газа». — М.: ТОО Леан, ООО Антао, 2001. — 72 с. — 7000 экз. — ISBN 5-94037-009-8.
- Шершунов А. «30 песен — 3». — М.: ООО Антао, 2002. — 64 с. — 6000 экз. — ISBN 5-85929-098-5.
- «30 песен — IV». — М.: ООО Антао, 2004. — 60 с. — 4000 экз. — ISBN 5-94037-040-3.
- «30 песен — V». — М.: ООО Антао, 2004. — 82 с. — 5000 экз. — ISBN 5-94037-041-1.

### Статьи
- Осокин М. Ю. Газовый фактор // Гноевой Р. «Сектор Газа» глазами близких» : книга. — 2004. — С. 51—69.
- Осокин М. Ю. Газовый фактор — II. О поэтике Юрия «Хоя» Клинских // Официальный сайт группы «Сектор Газа». — 06.05.2007.
- Прокопенко Р. А. Начальный этап творчества группы «Сектор Газа» как энциклопедия перестроечной жизни // История современной России: проблемы, документы, факты (1985—1999) / Материалы Международной конференции, 25 ноября 2010 года: В 2 т. : сборник  / Отв. ред. д. ю. н., проф. А. А. Клишас; Науч. ред. к. п. н. С. М. Попова. — М.: Московский университет и Фонд современной истории, 2011. — Т. 1. — С. 404—415. — ISBN 978-5-211-06264-1 (Издательство МУ); ISBN 978-5-211-06265-8 (т. 1) (ФСИ). — ISSN 2218-7618.
- Шеленок М. А. Сатирическая проблематика песен Юрия (Хоя) Клинских: к постановке вопроса // Русская рок-поэзия: текст и контекст. выпуск 18. Екатеринбург; Тверь: Уральский государственный педагогический университет, 2018. С. 211—215.
- Бесков А. А. Рок-группа «Сектор Газа» как феномен российской (контр)культуры // Философия и культура. — 2024. — № 6. — С. 123—139.